# Bogoria
Bogoria là một chi thực vật có hoa trong họ Lan.